# Kraljevi orel
Kraljévi ôrel (znanstveno ime Aquila heliaca) je ujeda iz družine kraguljev.

## Opis
Ta velika ujeda je le za spoznanje manjša od planinskega orla. V dolžino meri med 78 in 83 cm, premer peruti pa ima med 195 in 205 cm. Tudi navzven sta si ti dve roparici zelo podobni, le da je planinski orel mogočnejši in močnejši. Kraljevi orel je bolj čokatega ustroja, ima krajši rep in ima v nekaterih barvnih različicah (predvsem v Španiji) bela ramena in svetlejše teme. Zaradi širokih perutnic je v zraku malce podoben belorepcu, le da nima belega repa, ki je značilen za to ujedo. Oglaša se podobno kot krokar s hripavim, lajajočim »krok-krok-krok«.

## Razširjenost
Edino področje, kjer se kraljevi orel zadržuje celo leto, je Pirenejski polotok in Gibraltar, poletja pa preživlja od vzhodne Evrope do Transbajkala, od koder se čez zimo umakne v porečje Nila, na Arabski polotok in južno Azijo. Spada med ogrožene živalske vrste.
Njegovo življenjsko okolje so odprti, ravni predeli z redkim drevjem ter stepe, kjer lovi manjše glodavce, največ suslike, pa tudi zajce, hrčke in miši. Redkeje se hrani s pticami, pogosto tudi z mrhovino.
Gnezdi enkrat letno v mesecih marcu in aprilu v gnezdih na drevesih, kamor samica odloži dva ali tri jajca.

## Zanimivosti
Kraljevi orel je bil simbol avstro-ogrske monarhije in je bil v dvoglavi različici upodobljen v njenem grbu.